# Michael Whitby, Baron Whitby

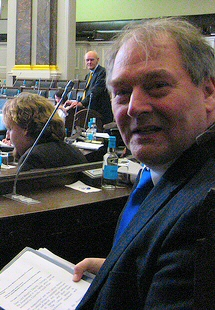
Mike Whitby in der Council Chamber, Birmingham.

Mike Whitby, Baron Whitby (* 6. Februar 1948) ist ein britischer Politiker der Conservative Party und Life Peer.

## Leben und geschäftliche Karriere
Whitby besuchte die James Watt Technical Grammar School in Smethwick und das Michael’s Hoven College im damaligen Westdeutschland. Im Anschluss leistete er dort ehrenamtliche Arbeit; er half beim Wiederaufbau von Gemeinden, die im Zweiten Weltkrieg zerstört worden waren. Er arbeitete im kulturellen Sektor in Liverpool und lehrte Geschäfts- und Managementstudien. Derzeit ist er Vorsitzender und Managing Director von Skeldings, eines aus Smethwick stammenden Ingenieurunternehmens, welches im Juni 2001 Gewinner des Birmingham Post Business Award war.
Er ist Fellow des Institute of Directors, sowie Präsident von Marketing Birmingham, Vorsitzender des Birmingham Science Park, Aston und Aufsichtsratsmitglied des National Exhibition Centre, der Midlands Regional Development Agency Advantage West Midlands und der Greater Birmingham & Solihull Local Enterprise Partnership.
In der Vergangenheit war er auch Direktor verschiedener regionaler Organisationen, darunter der Engineering Employers Federation, der Chamber of Commerce, der Birmingham City Region und der Federation of Small Businesses.

## Politische Karriere
Whitby trat 1979 in die Conservative Party ein. Er trat erstmals 1987 für Midlands West bei einer Nachwahl zum Europäischen Parlament an sowie erneut 1989 und bei der britischen Unterhauswahl 1992 für den Wahlkreis Delyn. Er gewann den Stimmkreis nicht, vergrößerte aber den Anteil der Stimmen für die Tories.
1997 wurde er für den Bezirk Harborne bei einer Nachwahl gewählt. Seitdem hielt er diesen Sitz, zuletzt bei der Kommunalwahl 2010.
1998 wurde Whitby Deputy Leader der Conservative Group im Birmingham City Council, 2003 wurde er Group Leader. Nach den Kommunalwahlen 2004 wurde Whitby Leader of the Council, nachdem er in einer Vereinbarung die Whitby als „Progressive Partnership“ beschrieb eine Koalition mit der Liberal Democrat Party geschlossen hatte. Die Kontrolle dieser Gruppierung über das Council wurde bei der Kommunalwahl 2011 gefährdet, als die Konservativen 6 Sitze und die Liberal Democrats 7 Sitze verloren und damit Labour zur stärksten Kraft mit 55 Sitzen wurde. Whitbys Kollegen sahen sich als Opfer von nationalen Angelegenheiten, aber Kommentare gehen davon, dass die Kommunalwahl 2012 die letzte für die derzeitige Koalition wird.
Von Juni 2004 bis Mai 2012 war er Vorsitzender des Birmingham City Council. Er ist einer von drei Councillors, die den Bezirk Harborne im Westen der Stadt vertreten. Zuvor war er Councillor im Sandwell Metropolitan Borough Council. Am 10. September 2013 wurde er zum Life Peer als Baron Whitby, of Harborne in the City of Birmingham, ernannt.

## Tätigkeiten als Vorsitzender des Council
Whitby beschreibt das Mandat für die Progressive Partnership als eine Herausforderung für:
- "Liefern innerhalb einer Umwelt von niedrigen Steuern
- zusammenbrechende Dienste erhalten
- Anhebung der Lebensqualität
- Entscheidungen bei verzögerten Infrastrukturprojekten treffen
- umwandeln des Birmingham City Council in ein Gremium, das fit für das 21. Jahrhundert ist
- Birminghams Ruf verbessern"

Nach fast 11 Jahren der Mehrheit im Rat, sprach Whitby vom Erreichen seiner Ziele bei diesen Herausforderungen, besonders hob er dabei die Tatsache hervor, dass das Birmingham City Council nun eines der am geringsten taxierenden Councils in einer britischen Großstadt ist, 2011/12 und 2012/13 wurde keine Erhöhungen durchgeführt. Whitby wies auf Verbesserungen in bedeutenden Bereichen wie Wohnungsbau, Planung und soziale Sicherungssysteme hin und zitierte dabei den Anstieg, den Birmingham in Statistiken wie dem Mercer World Quality of Living Report, in welchem Birmingham 2011 um drei Plätze auf Platz 52 aufstieg, vor allen anderen britischen Städten, außer der Hauptstadt.
Whitby war an einer Reihe großer Infrastrukturprojekte in Birmingham stark beteiligt. Das 189 Millionen Pfund teure Projekt der Library of Birmingham, welche am 3. September 2013 für die Öffentlichkeit zugänglich sein sollte, war eine Verpflichtung für Whitby während seiner Führung, für die er persönliche Verantwortung übernahm. Die neue Bibliothek, entworfen von Architekten aus Mecanoo, wird bei der Fertigstellung eine von Europas größten öffentlichen Bibliotheken sein und führten zum Abriss des alten Bibliotheksgebäudes, ebneten den Weg für eine 500,000 Pfund teure Neuentwicklung der Paradise Circus area. Whitby war ebenfalls verantwortlich für die Durchsetzung der 600 Millionen Pfund Kosten für die Renovierung der New Street Station in Zusammenarbeit mit Network Rail, Advantage West Midlands und Centro.
Während seiner Zeit als Vorsitzender war Whitby verantwortlich für den Slogan „Global City, Local Heart“, eine Marke, die regelmäßig auf Dokumenten und Marketingunterlagen des Councils erscheint. Der Slogan wurde als eine einfache Phrase beschrieben, die den Fakt einfängt, dass Birmingham als Stadt mit über einer Million Einwohner eine der größten Städte weltweit sei, aber ein wichtiger Teil, der die Stadt zu etwas Besonderem macht, sei die Diversität der dort lebenden Individuen.
Whitby wird mit der Entwicklung des Birmingham-Big City Plan in enge Verbindung gebracht. 2007 wurde ein Bericht von Councillor Whitby in Auftrag gegeben; das Result war The Birmingham City Centre Masterplan: The Visioning Study von Professor Michael Parkinson. The largest master-planning exercise of its kind, the Big City Plan is designed to shape and revitalise Birmingham's city centre over the next twenty years, putting the city's sustainability, culture, creativity, technology and enterprise at the heart of its future plans, activities and development.
Zu manchen Zeiten machte Whitby Schlagzeilen als Resultat auf Kommentare, die er in der Öffentlichkeit abgab. 2006 gab er eine schriftliche Entschuldigung an den neu gewählten Councillor der Respect, Salma Yaqoob, nachdem er zuvor äußerte, sie sei besser in Oldham oder Burnley aufgehoben. Yaqoob hatte die Führung des Councils für das Fehlen von dunkelhäutigen oder asiatischen Councillors im Kabinett oder anderen hohen Positionen kritisiert. Im Februar 2007 zog Whitby Äußerungen zurück, welche die Aufmerksamkeit der Charity-Organisation Mind auf sich gezogen haben. In einer Debatte beschuldigte er Labour-Councillors, an Schizophrenie zu leiden. In derselben Debatte beschrieb ein Kabinettskollege die Labour-Mitglieder als an seniler Demenz leidend. Nach dem Aufkommen von Medienaufmerksamkeit sprach Whitby eine teilweise Entschuldigung aus.
Im Dezember 2007 kritisierte er die Studie einer konservativen Denkfabrik geleitet vom früheren Parteivorsitzenden Iain Duncan Smith als „fehlgeleitet, inakkurat, veraltet und in die Irre führend“. Der Bericht gab an, dass das Council starke Armut und Arbeitslosigkeit bekämpfen müsse, bevor es Birmingham als eine große Stadt bezeichnen könne.

## Whitby über gewählte Bürgermeister
Das Thema von gewählten Bürgermeistern in bedeutenden Städten verfolgte Whitby, seit er in Birmingham politisch aktiv wurde. 2001 war er Teil einer Nein-Kampagne, welche sich erfolgreich gegen die Einführung von Bürgermeistern in Birmingham einsetzte, während 2006 und 2007 seine Beziehung zu David Cameron angespannt gewesen sei, da Whitby als Gegner der konservativen Politik der direkt gewählten Bürgermeister für die Leitung von großen Städten in England widersprach. Whitby soll die Debatte darüber als kindisch bezeichnet haben und bezweifelte, dass Unterstützung für diese Idee Teil des kommenden Wahlprogramms sein würde. Zu dieser Zeit setzte sich die Birmingham Mail für ein Referendum in dieser Frage ein, aber die Kampagne erlangte nicht ausreichend Aufmerksamkeit.
Später gab es Spekulationen, dass seine Einstellung zur Frage der Bürgermeister entspannter geworden ist. Seit 2007 diskutierte er dies nicht öffentlich, 2012 gab es Presseberichte, dass Whitby bei einem „Ja“ in einem Referendum als Kandidat der Konservativen antreten könnte.